# قريه الغرابى (الشغادرة)
قريه الغرابى هي إحدى قرى عزلة المسواح بمديرية الشغادرة التابعة لمحافظة حجة، بلغ تعداد سكانها 300 نسمة حسب تعداد اليمن لعام 2004.